# 科摩羅足球協會
科摩羅足球協會是專門管轄科摩羅足球事務的組織。科摩羅足球協會成立於1979年，卻遲在2005年才加入國際足協。此外，它還是非洲足協、南非洲足球協會議會和阿拉伯足球協會聯會的成員之一。

## 外部連結
- 官方網頁
- 國際足協網頁 （页面存档备份，存于）
- 非洲足協網頁 （页面存档备份，存于）